# Huis van Schagen
Het Huis van Schagen is een complex en huis in de Nederlandse stad Haarlem. Het huis is gelegen in het centrum van de stad en ligt aan de Koningstraat. Het huis dateert uit het midden van de 15e eeuw en is vernoemd naar Johan van Beyeren van Schagen. Van Schagen bewoonde het huis van 1584 tot 1601 en liet het belangrijk verbouwen.
De toegangspoort dateert uit 1631. De bovenkant van deze poort wordt gekenmerkt door de toegepaste Hollands classicisme.
Het complex werd in de periode 1882-1883 verbouwd tot een rooms-katholieke school van de St. Antoniusparochie. Tijdens deze verbouwing kreeg het complex een gevel in neorenaissancestijl. Rond deze periode van verbouwing is ook een neogotische kapel geplaatst in het verlengde van de 17e-eeuwse toegangspoort.
Het huis is sinds 18 mei 1971 een rijksmonument.
Sinds 2003 herbergt het gerestaureerde complex op de begane grond winkels en op de verdiepingen en in de kapel woningen.